# Isère (IGP)
Pour les articles homonymes, voir Isère.
L'isère, appelé vin de pays de l'Isère jusqu'en 2009, est un vin français d'indication géographique protégée (le nouveau nom des vins de pays) produit dans le vignoble de Savoie-Bugey. Cette IGP peut être complétée par le nom d'un ou de plusieurs cépages ou par le nom des IGP suivantes Balmes dauphinoises et Coteaux du Grésivaudan.

## Histoire
La viticulture dans l'Isère remonte à l'époque romaine. Les vins produits eurent une grande renommée jusqu'au XIXe siècle pour ensuite tomber peu à peu dans l'oubli. Dès la fin du Ier siècle avant notre ère, un vignoble fut créé, grâce au vitis allobrogica, un cépage qui était capable de mûrir sous des climats plus frais que ceux de la côte méditerranéenne. Vienne la Vineuse, surnom qui lui fut donné par le poète Martial, était une des cités des Allobroges qui, bénéficiant du droit latin, était autorisée à cultiver la vigne. Ce vin jouit rapidement d'une grande réputation.
Les Anciens ont loué ses vertus, sous le nom d'allobrogicum ou de vinum picatum. Célèbre jusqu’à Rome, il fut célébré par Celse, Martial, Pline l'Ancien, Columelle. La réputation du vin de Vienne a laissé sur place de nombreux vestiges archéologiques qui sont exposés au musée de Saint-Romain-en-Gal.

Antiquités sur la vigne et le vin trouvées à Vienne
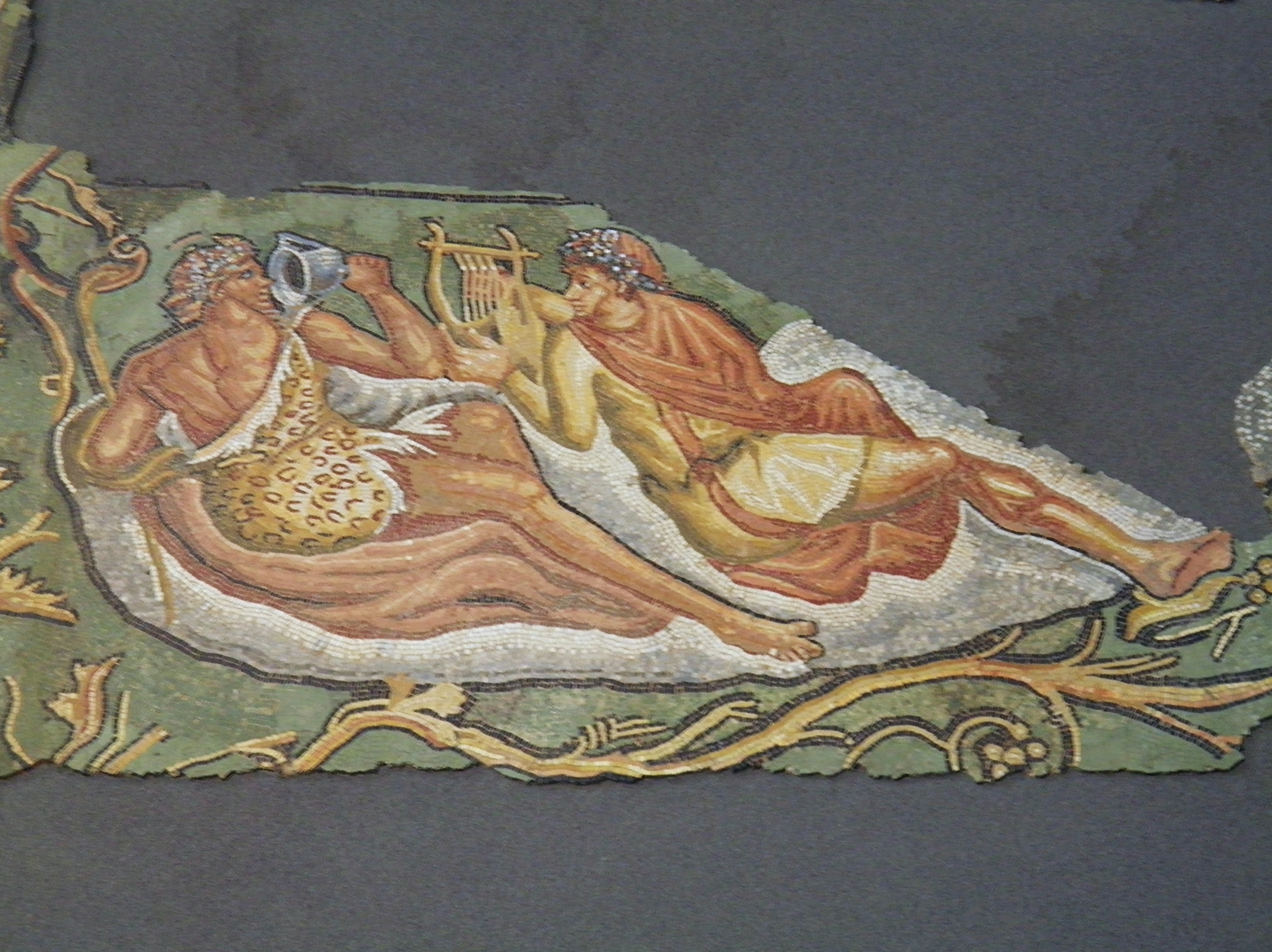
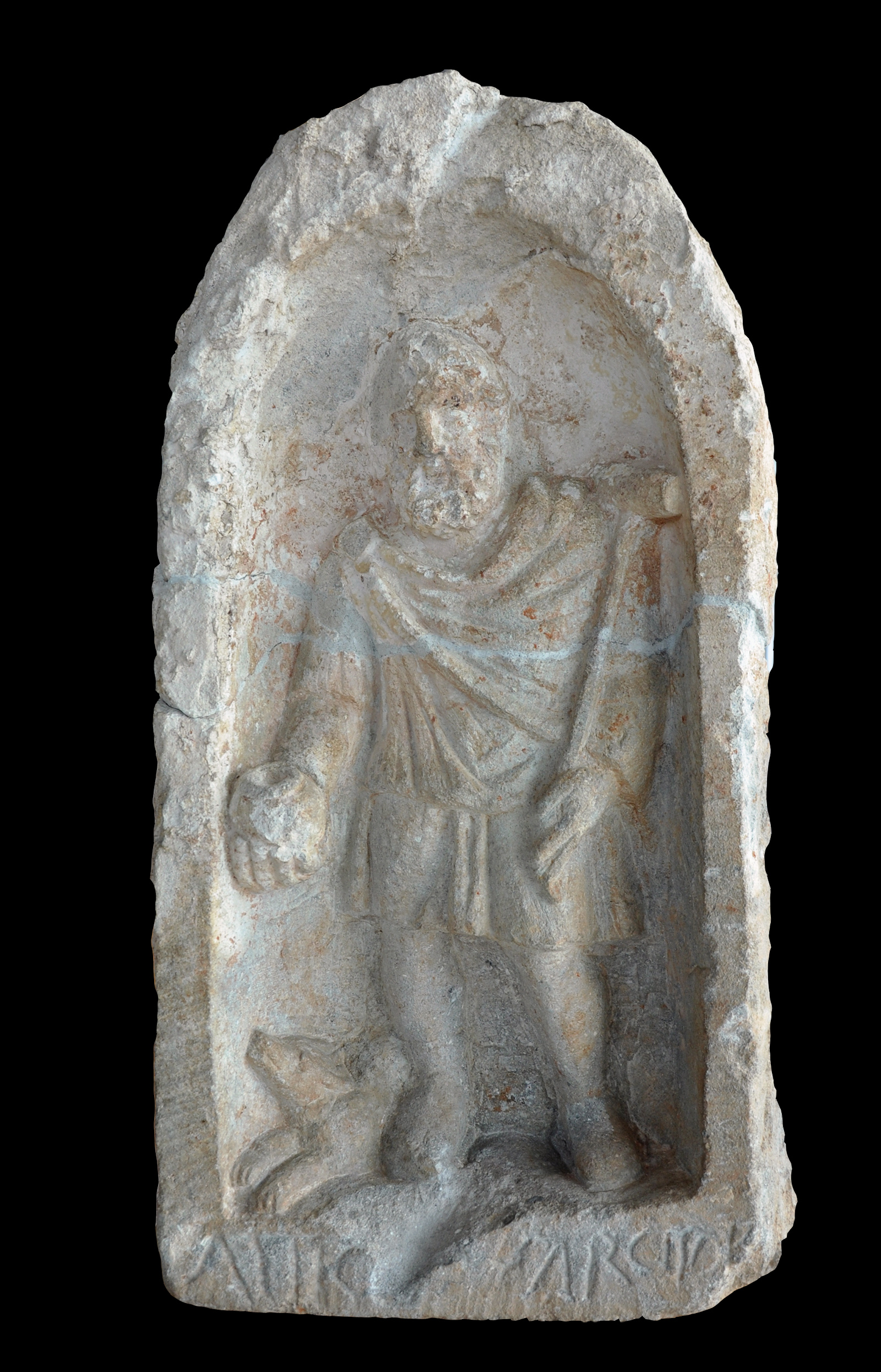
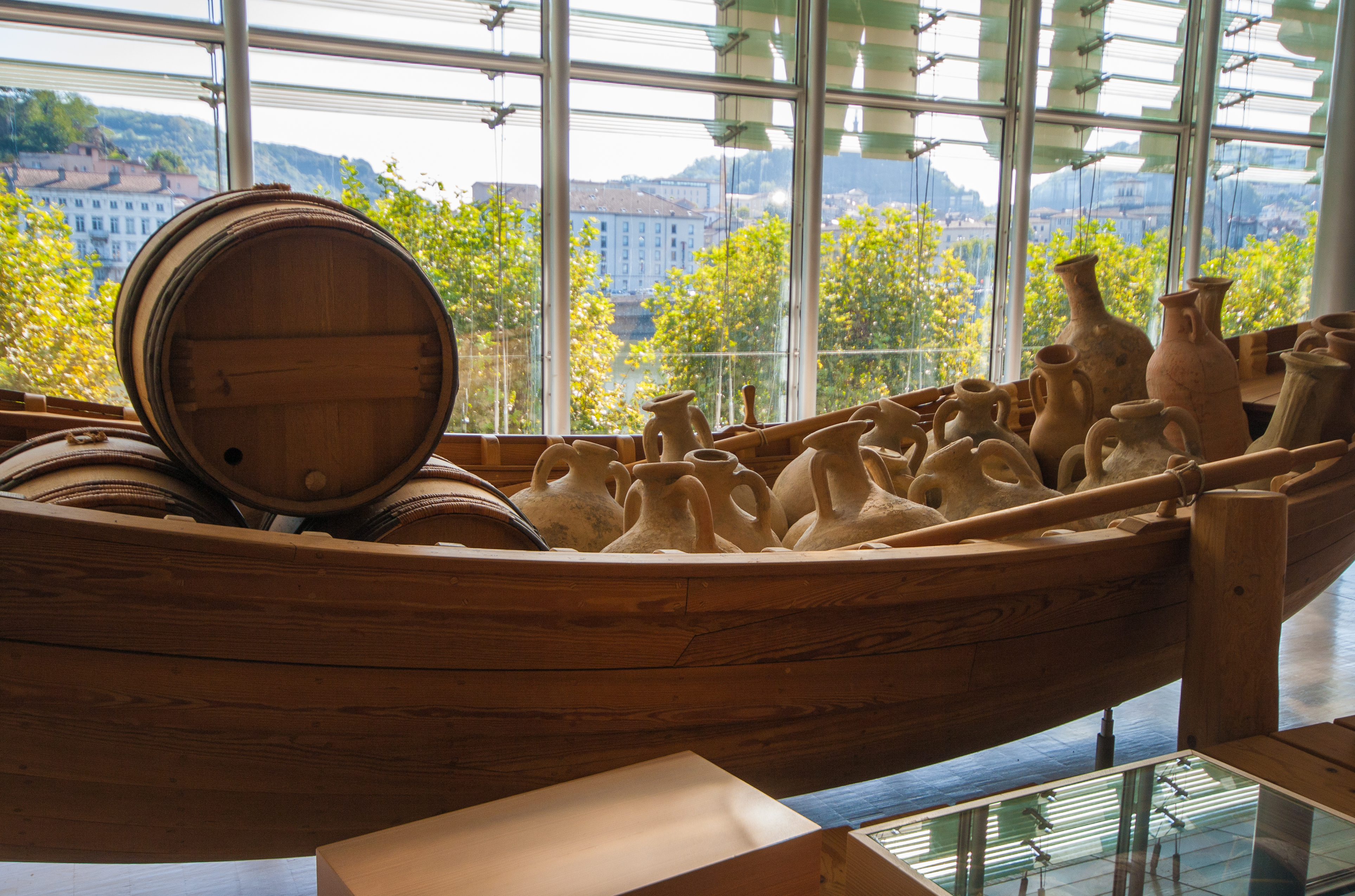

Il est à souligner que les premiers vignerons gallo-romains surent parfaitement tirer parti de leur position idéale dans la vallée du Rhône, qui était alors l'une des principales routes commerciales de l'Antiquité.

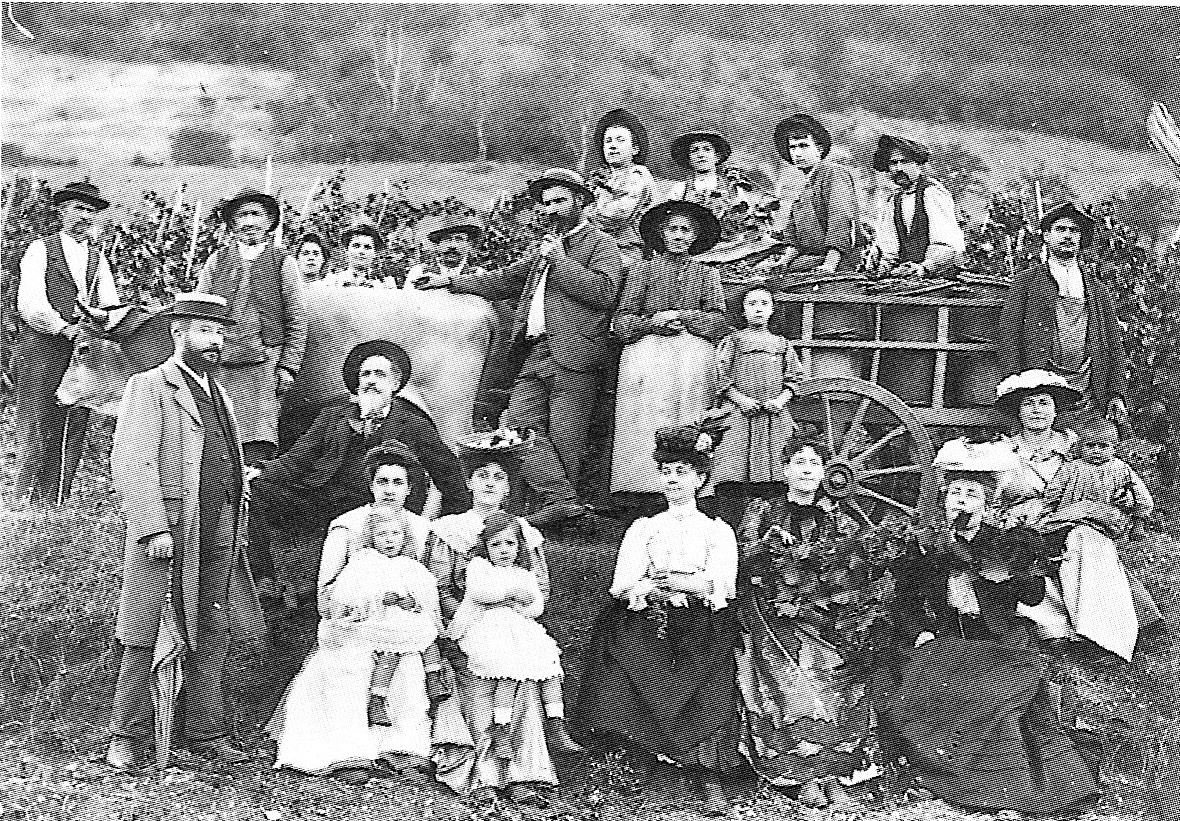
Vendanges 1906 au château du Fayet à Barraux. Le sénateur Gustave Rivet est assis à gauche

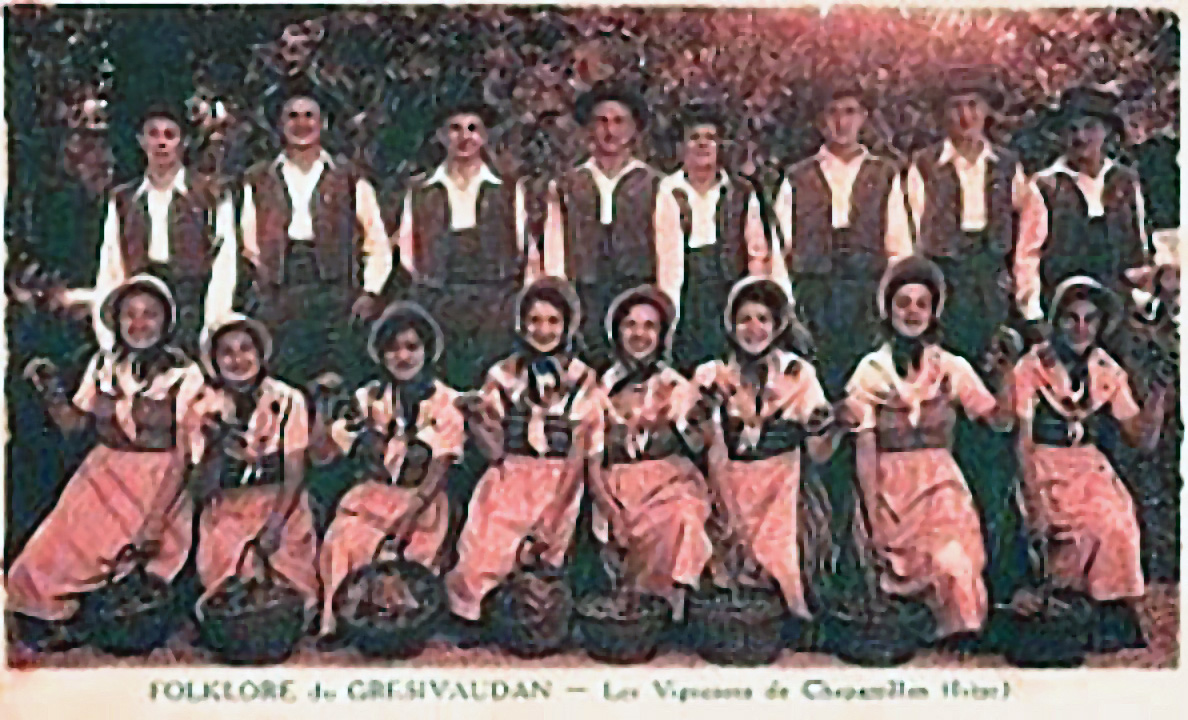
Les vignerons de Chapareillan vers 1930

Dans les années 1850, on recensait 33 000 hectares de vignes dans le département. Ce vignoble était essentiellement planté avec des cépages locaux dont certains se retrouvent encore de nos jours. Les vins de l'Isère gardèrent leur renommée jusqu’à la Première Guerre mondiale, même s'il ne restait plus que quelques milliers d'hectares à la suite des ravages du phylloxéra.
Entre les deux guerres, l'Isère devint un département industrialisé, à l’image du Grésivaudan qui s’est détourné de la viticulture, pour aller notamment vers les papeteries. Ce déclin est actuellement freiné grâce aux jeunes agriculteurs qui se sont installés en 2007-2008. Ce renouveau continue depuis. Ces nouveaux vignerons mettent en avant l'identité iséroise de leurs vins. « Ils se replongent dans l'historique de la vigne, ils ont vraiment bossé les cépages autochtones. On se retrouve avec des petits bijoux, qui sont adaptés à nos territoires, à nos climats ». ».
Dans le cadre de la législation européenne, seuls peuvent prétendre à l'indication géographique protégée isère, les vins initialement reconnue vin de pays de l'Isère, par le décret no 68-807 du 13 septembre 1968. Cette IGP peut être complétée par le nom d'un ou de plusieurs cépages ainsi que par le nom des IGP suivantes Balmes dauphinoises et Coteaux du Grésivaudan. Il est à souligner que le logo IGP figure sur l'étiquetage lorsque la mention indication géographique protégée est remplacée par la mention traditionnelle Vin de pays.

## Géographie

### Géologie et orographie
Le vignoble s'est essentiellement développé aux abords des massifs alpins, sur des éboulis donnant des sols pauvres mais bien drainés. Ce terroir viticole est composé surtout de sols argilo-calcaires, morainiques et marneux. Géographiquement, le département est divisé en deux. Sa partie orientale correspond au massif alpin tandis que sa partie occidentale, formée de collines, s'incline vers la vallée du Rhône. La partie alpine, avec des altitudes dépassant 2 000 mètres, comprend des massifs calcaires (Chartreuse, Vercors, Dévoluy) ou granitiques (Belledonne, Écrins), qui sont coupés par des vallées glaciaires du Quaternaire encaissées peu favorables à la vigne. Situation identique dans la région collinéenne du Bas-Dauphiné, dont les collines allongées, aux versants recouverts de moraines (formations caillouteuses), ont un substrat argileux donc imperméable.

### Climatologie
Ce terroir bénéficie d'un climat tempéré semi-continental aux influences méditerranéennes dans les vallées et montagnardes dès lors que l'on s'élève en altitude . La pluviométrie annuelle se situe en moyenne autour de 900 millimètres et l'ensoleillement annuel moyen est proche de 2 100 heures par an. La température moyenne est de près de 12 °C à Grenoble, avec des amplitudes thermiques journalières et annuelles importantes.
| Mois                              | jan.  | fév. | mars  | avril | mai  | juin | jui. | août | sep. | oct. | nov.  | déc.  | année |
| --------------------------------- | ----- | ---- | ----- | ----- | ---- | ---- | ---- | ---- | ---- | ---- | ----- | ----- | ----- |
| Température minimale moyenne (°C) | −1,6  | −0,3 | 2,4   | 5,3   | 9,3  | 12,6 | 14,5 | 14,2 | 11,4 | 7,4  | 2,5   | −0,5  | 7,1   |
| Température moyenne (°C)          | 2,2   | 4,2  | 7,9   | 13,7  | 15,4 | 18,7 | 21   | 20,4 | 17,2 | 12,4 | 6,6   | 2,9   | 12,5  |
| Température maximale moyenne (°C) | 5,9   | 8,7  | 13,5  | 16,8  | 21,4 | 24,8 | 27,5 | 26,7 | 23   | 17,5 | 10,6  | 6,4   | 16,9  |
| Record de froid (°C)              | −20,3 | −20  | −11,9 | −3,6  | −0,6 | 2,6  | 5,9  | 5,7  | 1,6  | −4,2 | −10,7 | −15,4 | −20,3 |
| Record de chaleur (°C)            | 20,1  | 23,4 | 27,7  | 31,6  | 35,4 | 37,4 | 39,4 | 40,7 | 34   | 31,8 | 25,2  | 22,9  | 40,7  |

La rudesse du climat hivernal est compensée par le caractère chaud et sec de la belle saison, typique du climat méditerranéen. Ceci explique le fait que le début végétatif de la vigne est tardif et il s'accélère rapidement lors des chaleurs estivales qui arrivent relativement tôt en saison (parfois plus de 30 °C dès avril ou mai). Le vignoble est assez venté avec la bise (vent du nord) et le vent du midi, porteur de pluie. Ces caractéristiques permettent aux vignerons d'obtenir une bonne maturité lors des vendanges. Ce qui permet d'obtenir des vins blancs et des vins rosés souples et d'une belle fraîcheur ainsi que des vins rouges, à la structure robuste et d'une couleur dense. Il est à souligner que des arrière-saisons chaudes et ensoleillées permettent la surmaturation des raisins et la production de vins liquoreux.

## Vignoble
Le vignoble de l'IGP Isère côtoie ceux du Bugey et de la Savoie. Ces vins peuvent, en fonction de leur situation géographique revendiquer ou non la dénomination Coteaux du Grésivaudan ou Balmes dauphinoises. Une autre IGP concerne l'Isère, les Collines-rhodaniennes dans le secteur de Seyssuel.

### Présentation

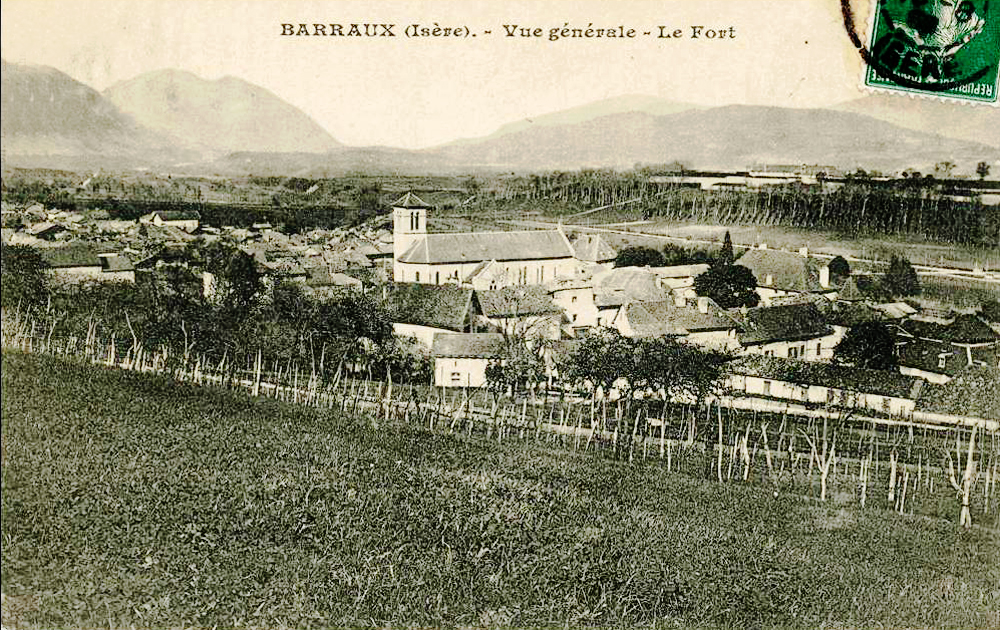
Vignoble en hautain à Barraux

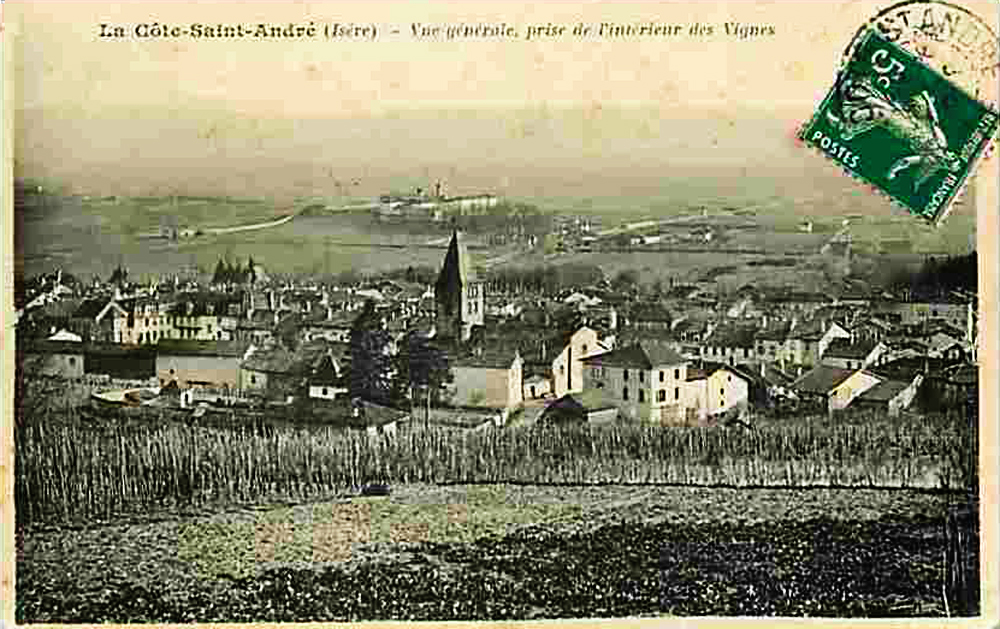
Vignoble de La Côte-Saint-André

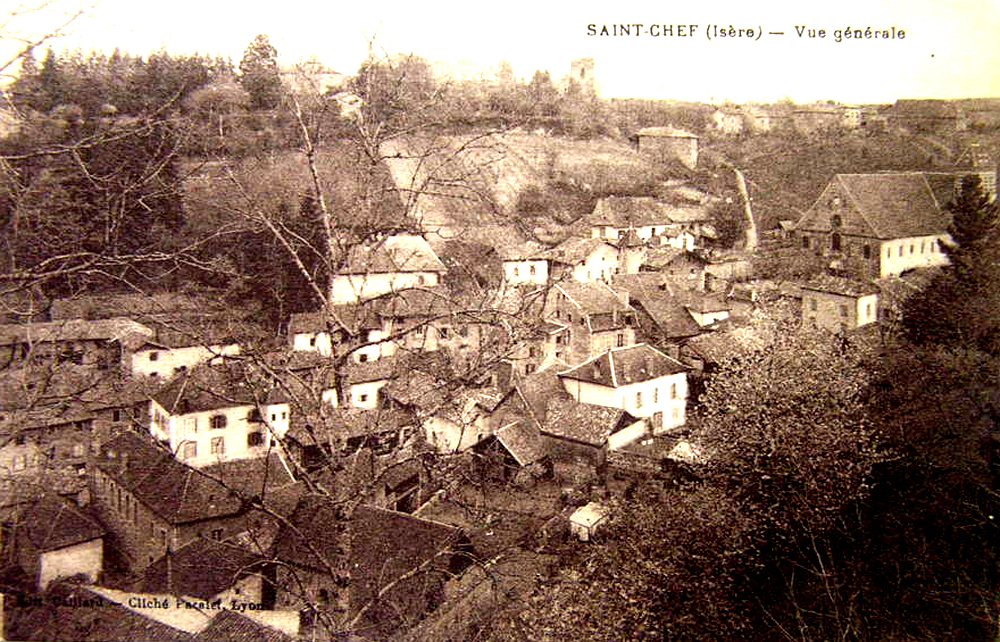
Vue générale du vignoble de Saint-Chef

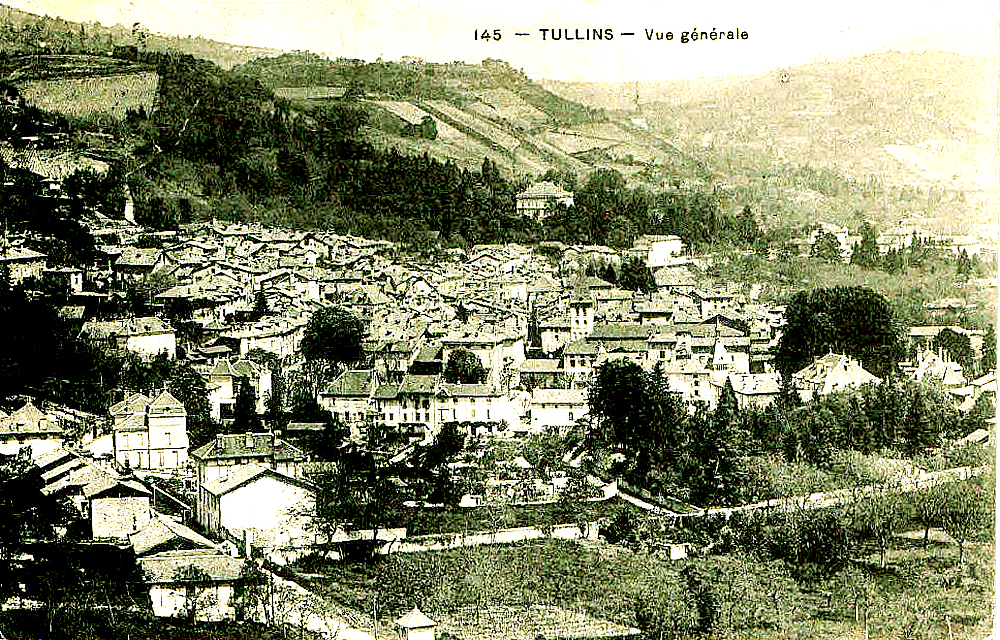
Vignoble en coteaux à Tullins

Les vignobles pouvant revendiquer pour leurs vins le label IGP se trouvent sur les communes de :

Les Adrets, Agnin, Allevard, Anjou, Annoisin-Chatelans, Aoste, Arandon, Assieu, Auberives-sur-Varèze, Les Avenières, La Balme-les-Grottes, Barraux, Beaucroissant, Bougé-Chambalud, Bernin, Le Bouchage, Bourgoin-Jallieu, Bouvesse-Quirieu, Brangues, La Buisse, La Buissière, Cessieu, Le Champ-près-Froges, Chamrousse, Chanas, Chapareillan, Charnècles, La Chapelle-de-la-Tour, La Chapelle-de-Surieu, La Chapelle-du-Bard, Charrette, Chasse-sur-Rhône, Le Cheylas, Cheyssieu, Chimilin, Chonas-l’Amballan, Chozeau, Chuzelles, Claix, Clonas-sur-Varèze, La Combe-de-Lancey, Corbelin, Corenc, La Côte-Saint-André, Les Côtes-d’Arey, Coublevie, Courtenay, Cras, Crémieu, Creys-Mépieu, Crolles, Dizimieu, Dolomieu, Domène, Estrablin, Eyzin-Pinet, Faverges-de-la-Tour, La Flachère, Fontaine, Fontanil-Cornillon, Froges, Gières, Goncelin, Granieu, Le Gua, Hières-sur-Amby, Hurtières, Izeaux, Jardin, Laval Leyrieu, Lumbin, Luzinay, Meylan, Moidieu-Détourbe, Moirans, Montalieu-Vercieu, Montcarra, Moras, Morestel, Morêtel-de-Mailles, Morette, Le Moutaret, La Murette, Murianette, Noyarey, Optevoz, Passins, Parmilieu, Le Péage-du-Roussillon, La Pierre, Poliénas, Pontcharra, Le Pont-de-Claix, Pont-Évêque, Porcieu-Amblagnieu, Quincieu, Réaumont, Renage, Revel, Reventin-Vaugris, Rives, La Rivière, Les Roches-de-Condrieu, Rochetoirin, Romagnieu, Roussillon, Ruy, Sablons, Saint-Alban-de-Roche, Saint-Alban-du-Rhône, Saint-Baudille-de-la-Tour, Saint-Blaise-du-Buis, Saint-Cassien, Saint-Chef, Saint-Clair-du-Rhône, Saint-Egrève, Saint-Étienne-de-Crossey, Saint-Hilaire-de-Brens, Saint-Jean-de-Moirans, Saint-Jean-le-Vieux, Saint-Lattier, Saint-Marcel-Bel-Accueil, Saint-Martin-le-Vinoux, Saint-Martin-d'Uriage, Saint-Maurice-l’Exil, Saint-Maximin, Saint-Mury-Monteymond, Saint-Paul-de-Varces, Saint-Paul-d'Izeaux, Saint-Pierre-d'Allevard, Saint-Prim, Saint-Quentin-sur-Isère, Saint-Romain-de-Jalionas, Saint-Romain-de-Surieu, Saint-Savin, Salagnon, Saint-Sorlin-de-Morestel, Saint-Sorlin-de-Vienne, Saint-Victor-de-Morestel, Saint-Vincent-de-Mercuze, Sainte-Agnès, Sainte-Marie-d'Alloix, Salaise-sur-Sanne, Sassenage, Septème, Sermérieu, Seyssuel, Siccieu-Saint-Julien-et-Carisieu, Soleymieu, Sonnay, Tencin, La Terrasse, Theys, Le Touvet, Trept, La Tronche, Tullins, Vasselin, Varces-Allières-et-Risset, Vatilieu, Vénérieu, Venon, Vernas, Vernioz, Le Versoud, Vertrieu, Veurey-Voroize, Veyrins-Thuellin, Veyssilieu, Vézeronce-Curtin, Vienne, Vif, Villard-Bonnot, Villemoirieu, Ville-sous-Anjou, Villette-de-Vienne, Vignieu, Voiron, Vorepe et Vourey.

### Encépagement

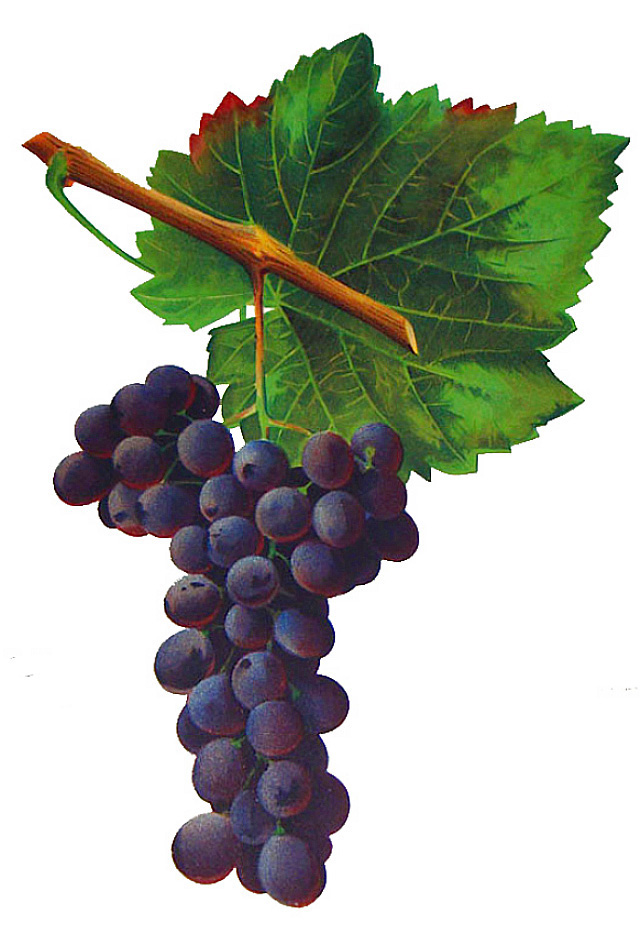
Mècle par Viala et Vermorel

Généralement, les vins de cette IGP sont élaborés soit avec des cépages répandus comme le chardonnay ou le viognier soit avec les cépages spécifiques comme la verdesse et la jacquère pour les blancs, on retrouve des cépages classiques comme le pinot noir et la syrah et des cépages autochtones comme l'étraire de la Dui, le joubertin, le mècle, l'onchette, la mondeuse noire et le persan pour les rouges et les rosés. L'intérêt porté par les producteurs à des cépages locaux, comme la verdesse ou le persan, permet d'élaborer des vins d'une grande typicité qui séduisent les consommateurs. Il est à rappeler que la vallée de l'Isère a été le berceau de nombreux cépages dont la douce noire, le durif, le peloursin, le bia et le servanin.

### Méthodes culturales et réglementaires
L'IGP Isère ne concerne que les vins tranquilles. En 2022, leur production a été d'environ 1 800 hectolitres. Pour être labellisés ces vins doivent présenter un titre alcoométrique volumique naturel minimal de 9,5 % vol.
Les trois couleurs, rouges, rosés et blancs, sont présentes. Ils peuvent être issus d’un seul cépage ou faire l'objet d'un assemblage. La production principale reste le vin blanc avec 65 % des volumes. Ces vins sont destinés à être bus jeunes à l'exception de certains vins rouges tanniques et de rares vins blancs liquoreux.

### Type de vin

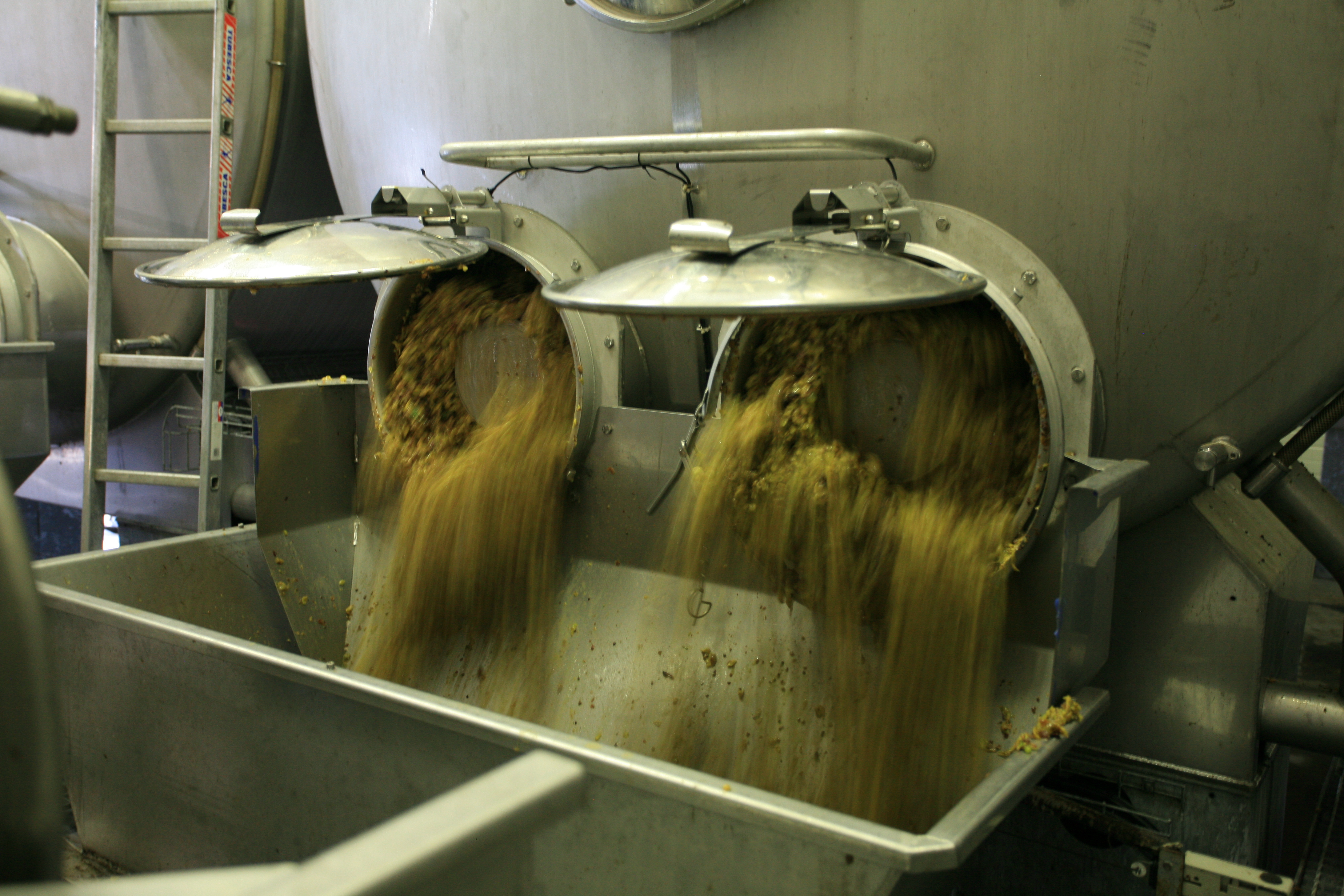
Vinification des vins blancs en cuve inox

En fonction des cépages utilisés, le vin blanc peut être d’une très grande qualité. La verdesse produit des vins au nez est très marqués par des notes florales et végétales. La jacquère, quant à elle, permet d'élaborer un vin vif et puissant, dégageant des arômes minéraux d'une grande finesse et des notes d'agrumes.
Le rouge élaboré à base de mondeuse noire offre un vin dont la gamme aromatique (fruits rouges et noirs) est proche de la syrah, et dégage des notes florales de violette et d'iris. Ce vin peut vieillir deux ou trois ans en cave. Le mècle de Bourgoin produit un vin très charpenté et rustique.
Les rosés, plus rare, sont produits avec du pinot noir et du gamay. Leur nez est marqué par des arômes de petits fruits rouges parfois épicés, la bouche, très légère et souple, révèle une bonne vivacité.

### Terroir et vins
Comme le vignoble a été implanté dans les sites les plus favorables tant au point de vue climatique et topographique, il se présente sous forme de petits îlots bien séparés. Seules les formations morainiques donnent de bons sites viticoles si la pente est suffisante pour assurer un drainage efficace des sols argileux.
Le choix du terroir influe sur les différences organoleptiques des vins. L'expérience ancestrale a permis aux vignerons de sélectionner ces sites afin de tirer le meilleur profit du milieu naturel et de pallier les fortes contraintes climatiques induites par le massif alpin. Le nombre important de cépages locaux reste le témoin de l'ancienneté de ces savoir-faire locaux. Cette variété permet d'ailleurs de tirer parti de la diversité des sols, tout en étant adaptés au climat local.
Les blancs, majoritairement secs et frais, présentent une grande finesse aromatique. Les vins liquoreux, issus de raisins récoltés à surmaturité sont vinifiés que lorsque les conditions climatiques le permettent. Les rouges sont fruités mais possède une structure tannique qui leur assure un bon potentiel de garde. Dans les régions du Grésivaudan et des Balmes Dauphinoises, ils peuvent vieillir plus de 5 ans.

### Structure des exploitations
Dans les années 1930, quatre caves coopératives ont été mises en service. Elles avaient une capacité de 12.000 hectolitres de stockage.

### Type de vins et gastronomie

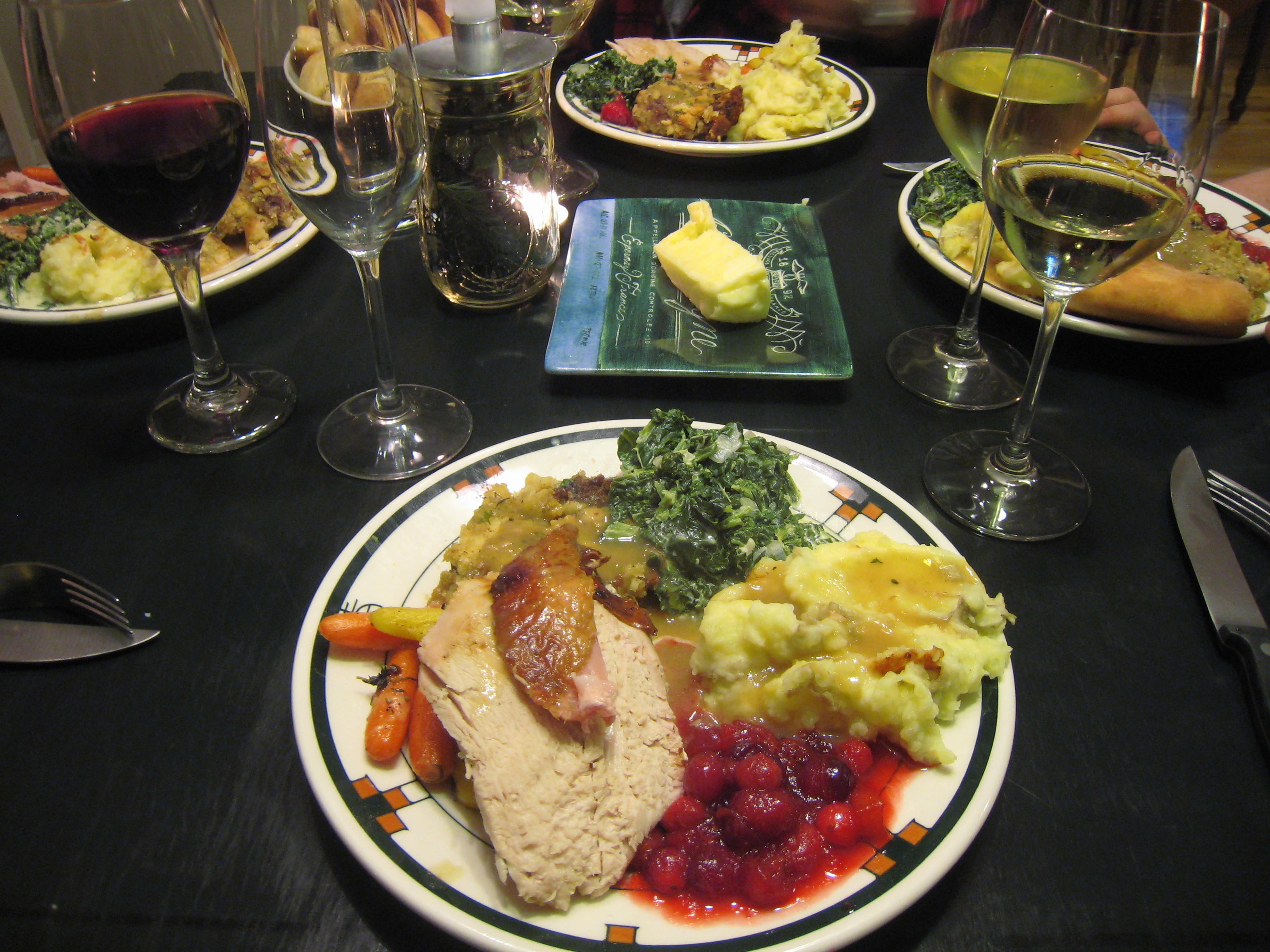
IGP isère blanc et rouge

Les blancs secs sont remarquables par leur fraîcheur et leur finesse aromatique. Ils sont à marier avec des poissons (mer ou rivière) ou des fruits de mer. Ces vins se boivent frais entre 8 et 12 °C. Quand ils se présentent sous forme de vins liquoreux, ils accompagnent les desserts.
Les rouges avec leurs arômes spécifiques de fruits rouges et noirs, et leurs tannins arrondis, se révèlent parfaits sur des gibiers en sauce. Ils se consomment à une température de 16 °C et supportent bien la carafe.

## Commercialisation
Les viticulteurs du XIXe siècle produisaient des vins de qualité qui étaient commercialisés dans des villes comme Lyon ou Grenoble. Une bonne partie était vendue dans le département (débits de boissons, marchands de vin, etc.) qui offraient alors des débouchés assurés pour la consommation des vins locaux.
Actuellement l'IGP isère profite de l'attrait de ses stations de sports d'hiver et des stations de montagne du département qui sont devenus des points de vente importants grâce à l'afflux des touristes. En 2023, il existe environ 25 vignerons installés sur le territoire.